# Melasz dzómosz
A melasz dzómosz (μέλας ζωμός), azaz fekete leves a spártaiaknál főtt vérből, disznóhúsból, sóból és ecetből készült tartós levesféle volt. Plutarkhosz szerint olyan nagyra tartották, hogy az idősebbek csak ezt ették, a húst meghagyták a fiataloknak. Egy korabeli vicc szerint a spártaiak azért voltak olyan bátrak a harcban, mert bárki inkább tízezerszer meghalna, mint hogy ezt az ételt kelljen ennie.

## Lásd még
- feketeleves
- czernina
- svartsoppa